# Finnische Historische Gesellschaft
Die Finnische Historische Gesellschaft (finnisch Suomen Historiallinen Seura (SHS); schwedisch Finska Historiska Samfundet) ist eine finnische wissenschaftliche Gesellschaft auf dem Gebiet der Geschichte, die im Jahr 1875 gegründet wurde.
Über die Finnische Literaturgesellschaft veröffentlicht die SHS wissenschaftliche Literatur und organisiert Vorträge, Seminare und Konferenzen.